# 斗争 (政治组织)
斗争（羅馬化：Borba）是1901年居住在国外的俄国左翼作家在法国巴黎建立的团体。该团体自认为是俄国社会民主工党的组成部分。由于该团体偏离了俄国社会民主工党的观点和策略，并参与了破坏组织的活动，且与俄国社会民主工党在俄国国内的组织没有联系，因此未被允许获得俄国社会民主工党第二次代表大会（1903年7月—8月）的代表权。根据俄国社会民主工党第二次代表大会的决定，该团体解散。